# RERA (Дубай)
RERA (Real Estate  Regulatory Authority (араб. ‎ مؤسسة التنظيم العقاري) — орган по регулированию сектора недвижимости эмирата Дубай) — учреждение Департамента земельных ресурсов Дубая. Это головное агентство, которое формирует, регулирует и лицензирует деятельность, связанную с недвижимостью в Дубае. RERA основано 31 июля 2007 г. по указу Его Высочества шейха Мохаммеда Ибн Рашида Аль Мактума, вице-президента и премьер-министра ОАЭ и Правителя Дубай.

## Цель создания
Сформировать политику в сфере недвижимости Дубая, чтобы увеличить поток иностранных инвестиций в данный сектор экономики. RERA выступает вспомогательным учреждением Департамента земельных ресурсов Дубая. Орган обладает финансовой и административной независимостью, а также имеет юридические полномочия по регулированию сектора недвижимости в Дубае.
RERA поддерживает прозрачность и эффективность нормативно-правовой среды, где каждый субъект, связанный с недвижимостью, может вести свои дела. В рамках этой концепции RERA стремится создать online-сообщество для того, чтобы заинтересованные стороны: инвесторы, застройщики, покупатели, а также поддерживающие отрасли (банки, юридические и страховые компании) — могли взаимодействовать друг с другом и с RERA.

## Обязанности
- лицензирование всей деятельности, связанной с недвижимостью в Дубае,
- управление в области трастовых операций застройщиков,
- лицензирование агентов по продаже недвижимости,
- регулирование и регистрация арендных соглашений,
- регулирование и надзор за ассоциациями собственников,
- регулирование рекламы в сфере недвижимости,
- регулирование и лицензирование выставок в сфере недвижимости,
- публикация данных исследований о секторе недвижимости Дубая,
- укрепление национального участия в секторе недвижимости и др.

RERA также информирует о нормативно-правовых особенностях приобретения недвижимости в Дубае. Предоставленные земельные участки могут находиться в залоге, пока строительство на участке не будет закончено. Участки могут быть разделены, но только после одобрения отдела муниципального планирования. Предоставленные земли не могут быть проданы или куплены ни при каких обстоятельствах до тех пор, пока не будет получено письменное разрешение Его Высочества Правителя Дубая. Департамент земельных ресурсов не раскрывает информацию о своих клиентах согласно принятой политике конфиденциальности. Информация о состоянии земель может быть рассмотрена в рамках изучения Департаментом состояния земельных отношений.

## Руководство
Руководитель агентства Марван Бен Галита (англ. Marwan Bin Galita)